# Wilfrid Laurier University
Wilfrid Laurier University är ett universitet i Waterloo i Ontario i Kanada. Campus finns även i Brantford och Kitchener. Wilfrid Laurier University är namngivet efter Wilfrid Laurier, Kanadas sjunde premiärminister.
Universitetet grundades 1911 som Evangelical Lutheran Seminary of Canada. År 1925 bytte det namn till Waterloo College of Arts 1925 för att 1960 återigen byta namn till Waterloo Lutheran University innan det 1973 antog sitt nuvarande namn Wilfrid Laurier University.